# Galeandra bicarinata
Galeandra bicarinata är en orkidéart som beskrevs av Gustavo Adolfo Romero och Paul Martin Brown. Galeandra bicarinata ingår i släktet Galeandra och familjen orkidéer. Inga underarter finns listade i Catalogue of Life.